# Always (песня Bon Jovi)
«Always» («Всегда») — песня американской рок-группы Bon Jovi.
Изначально песня была написана для кинофильма 1993 года «Ромео истекает кровью» (названного по песне Тома Уэйтса), но группе фильм не понравился, и они передумали песню отдавать и отложили её в дальний ящик. Позже песня всё-таки увидела свет — она вошла в альбом лучших хитов Cross Road (1994) и была тогда также издана отдельным синглом с него.

## Релиз и приём публики
На 2006 год это по-прежнему лидер по продажам в Великобритании среди всех синглов группы Bon Jovi — он разошёлся там в более чем 560 тысячах экземпляров. Также у него была самая высокая позиция в британском чарте среди всех синглов группы — 2-я. (Следом за ним идёт сингл «It’s My Life», который в 2000 году добрался до 3 места.)

## Позиции в хит-парадах
Еженедельные чарты:
| Хит-парад (1994–1996)                       | Высшая позиция | Пребывание в чарте |
| ------------------------------------------- | -------------- | ------------------ |
| Австралия (ARIA)                            | 2              | 23 недели          |
| Австрия (Ö3 Austria Top 40)                 | 3              | 23 недели          |
| Бельгия/Валлония (Ultratop 50)              | 22             | 2 недели           |
| Бельгия/Фландрия (Ultratop 50)              | 1              | 25 недель          |
| Великобритания (Physical Singles Chart)     | 2              | 19 недель          |
| Великобритания (Rock & Metal Singles Chart) | 1              | 31 неделя          |
| Великобритания (UK Albums Chart)            | 2              | 19 недель          |
| Германия (Offizielle Top 100)               | 4              | 26 недель          |
| Дания (IFPI)                                | 3              | нет данных         |
| Европа (European AC Radio)                  | 2              | нет данных         |
| Европа (Eurochart Hot 100)                  | 1              | нет данных         |
| Ирландия (IRMA)                             | 1              | 20 недель          |
| Исландия (Íslenski Listinn Topp 40)         | 2              | нет данных         |
| Италия (Musica e dischi)                    | 4              | 17 недель          |
| Италия (Regional Airplay)                   | 1              | нет данных         |